# Aura sonora
Aura sonora è un album strumentale di Mario Rosini, pubblicato dall'etichetta discografica New Age Freeland nel 1993.
Compaiono, in qualità di "special guest stars", Rossana Casale ed il chitarrista jazz Mick Goodrick.
L'album è prodotto da Pino Daniele.

## Tracce
1. Nevea
2. Piccolo uomo
3. Sarajevo
4. Danza della luna
5. Joha
6. Bon Vojage
7. Specchi
8. Sharish
9. Encantado
10. Tangho
11. Aura sonora